# 誰が賢者を殺したか?
『誰が賢者を殺したか?』（だれがけんじゃをころしたか）は、原作：奈々本篠介、作画：三雲ネリによる日本の漫画。
ウェブコミックサイト『少年ジャンプ+』（集英社）において、2016年7月21日から2017年8月17日まで連載。全3巻。

## 概要
人類が肉体・遺伝子レベルまでインターネット技術を使うようになった近未来を舞台にした近未来サスペンス。
『少年ジャンプルーキー』が主催する「少年ジャンプ+連載グランプリ」の第1回グランプリ受賞作品であり、奈々本・三雲にとって初の連載作品となる。グランプリエントリー時は規定上、三雲だけ名前が公表されており、連載に当たって奈々本も原作者として名前が公表された。
当初は毎週連載であったが、第23話（2017年3月2日配信分）より隔週連載となる。
序盤では近未来設定を生かしたSF的な描写（ARを生かした常人とノエルの差別化、ゾロの盗賊スキルなど）が多かったが、次第に少なくなった。

## あらすじ
特別なデバイスなしで、拡張現実（AR）の五感情報を人類が知覚できるようになった近未来。
アメリカ合衆国ペンシルバニア州のアーミッシュ村で行われているレオナルド・ミッテランの葬儀に、スーツ姿の男たちが現れ、レオナルドの遺体を強奪しようとする。レオナルドの娘・ノエルはこれを撃退するが、彼らはFBIの捜査官だった。彼らは、レオナルドは2年前に発生したサイバーテロ「魔王事件」を解決したハッカー集団「一行（パーティ）」の一人「賢者ダーゲンハイム」であり、彼の死は事故ではなく、殺人事件の可能性があるという。
父の仇を取りたいノエルは、FBIと共に最有力容疑者である「一行」の一人・「盗賊ゾロ」溝呂木一馬のいる日本へ向かう。FBIによるメールに釣られた一馬は、ハッカースキルで捜査官たちの視覚を「奪う」が、アーミッシュであるノエルには効かず、取り押さえられてしまう。無実を主張する一馬に、FBIは捜査への協力という司法取引を持ち掛け、彼はそれを受け入れた。
ノエルらはレオナルドが遺したデータを洗い出し、そこから「魔王事件」の犯人の意志を継ぐ「魔王を継ぐ者たち」の存在を知る。捜査の結果、放火で逮捕されたフランク・バナーという男にたどり着くが、有益な情報は得られなかった。そしてバナーへの事情聴取の翌日、一馬は何者かに殺されてしまった。
一馬の死後、FBIは警視庁との協力捜査を開始するが、バナーが爆殺される。そして、バナーのアジトを調査していたマルコ・ラファロ捜査官と藤村茂刑事が、何者かによって殺害された。マルコの後任であるレッド捜査官と合流したノエルらは、バナーの放火が特定の人物を狙っていたものであると推測し、現場にいた著名な人物・布袋道貴に接触。しかし彼もまた「継ぐ者たち」の罠により殺害される。
「一行」のメンバーが相次いで殺害されたことから、警視庁は公開捜査に踏み切り、残るメンバーに警視庁へ出頭するよう声明を出した。結果、反核活動家の尾路六花がノエルらの前に現れた。彼女は、一馬が遺した遺留品から、一馬とバナーの会話データを引き出し、そこから「継ぐ者たち」のボス「まことの英雄」が「一行」メンバーであるかもしれない、という推測に至る。
尾路が、自らが「吟遊詩人オロロ」であることを公開したことで、残る4人のメンバーも集結し、セーフハウスから出られないという環境の中、独自の調査を開始する。一方、レッドは公安警察の鈴原と接触、日本の極秘収容施設に収監された「魔王」山本浩二が自殺し、「まことの英雄は存在する」というダイイングメッセージを残していたことを知る。
「一行」の調査により、一馬、藤村、マルコ、バナー殺害の実行犯が全員自殺していたことが判明した。犯人たちの自宅から押収された同一の装丁の封筒に、古東内閣官房長官の皮膚片が採取され、鈴原は日本政府の内部に「継ぐ者たち」が潜伏していると推測する。しかし古東は「継ぐ者たち」のデータを管理する中核メンバーであり、彼は同じく「継ぐ者たち」であるレッドに最後の命令をする。ノエルたちもまたレッドが敵であることを突き止めていたが、彼を逮捕する前に「継ぐ者たち」の暗殺者・リザードマンがレッドを殺害した。
レッドが遺した言葉から、敵の目的がデザイナーズウイルスによるバイオテロであると突き止めた「一行」は、鈴原の依頼によるハッキングで敵の隠しファイル=バイオテロ実行までのタイマーを発見するも、古東の圧力を受けた警察に逮捕されてしまう。仲間を失ったノエルだが、敵がレッドに充てた手紙に書かれた暗号を「勇者アレン」安永蓮が解析し、山本の生家に辿り着く。そこに残されていた山本の写真を見たノエルは、彼にそっくりなFBI捜査官・ニックこそ敵のボス「まことの英雄」であると気付く。ニックは、自分は「一行」の「僧侶フラナガン」富良野巌であること、本物のニックと入れ替わっていたこと、そしてレオナルドを自らの手で殺したことを自白し、ウイルスをばら撒こうとするも、ノエルの説得に激情したところを警察に狙撃され、死亡した。
その後、「継ぐ者たち」のメンバーは全員逮捕、安永も過去のハッキングを理由に逮捕された。故郷に戻ったノエルはレオナルドの墓前で顛末を報告し、物語は終わる。

## 登場人物
ノエル・ミッテラン
本作の主人公。アーミッシュ村の出身だが、村の空気に馴染めなかったために反発していた。唯一の理解者である父・レオナルドを失い、自分は孤独な存在だと思っていたが、事件の捜査担当者たちや「一行」との触れ合いで成長していく。
非常に優れた身体能力の持ち主。アーミッシュゆえにAR情報を得るためには、外部デバイス（ゴーグルやイヤフォン）を使わなければならない。

### 一行メンバー
「一行」は「パーティ」と読む。魔王事件を解決した謎のハッカー集団。8人のメンバーは典型的なファンタジー小説に登場するような職業とハンドルネームの組み合わせで呼ばれている。サイバーテロを解決したとは聞こえは良いが、法的には自身らもハッキングを行なった犯罪者であるため、事件以降は身を隠していた。そのため、メンバー自身も、お互いの素性は知らなかった。
溝呂木一馬（みぞろぎ かずま）
ハッカー集団「一行（パーティ）」の1人「盗賊ゾロ」。日本の大学生。「アスラン」という猫を飼っている。高校生の頃に起きたインターネット上の炎上事件で社会的な被害を受けた経験を持つ。コミュ障であるが、他者の持つ電子情報（ゲームのアイテムなど）を奪ったり、視覚情報を上書きして視界を間接的に奪うなどのスキルを持つ。
レオナルド・ミッテラン
「一行」の1人「賢者ダーゲンハイム」。ノエルの父。文明から離れたアーミッシュでありながら、ハッカーとしての能力を持っていた。
布袋 道貴（ほてい みちたか）
「一行」の1人「剣士ドン・キホーテ」。遺伝子工学の第一人者。スキルは不明だが、ペースメーカーの不調を一瞬にして直す描写がある。
「継ぐ者たち」が目的遂行のために使おうとした「デザイナーズウイルス」の開発者でもある。
尾路 六花（おのみち りっか）
「一行」の1人「吟遊詩人オロロ」。被爆者を家族に持ち、原発事故が起きた日に生まれた反核活動家。スキルは不明。
支倉 理沙（はせくら りさ）
「一行」の1人「魔法使いクラリッサ」。化学分析も得意とする名医。スキルは不明。
富良野 巌（ふらの いわお）
「一行」の1人「僧侶フラナガン」。「千里眼のメンタリスト」と呼ばれる心理学者。スキルは不明。
その正体は、FBI捜査官ニック・チャンであり、本物の富良野と入れ替わっていた。FBI捜査官であるニックが、テロリストである富良野と入れ替わることを承諾した理由は不明。
明里 瑠衣（あけさと るい）
「一行」の1人「弓手メリールウ」。完全記憶能力を持つ作家。スキルは不明。
安永 蓮（やすなが れん）
「一行」の1人「勇者アレン」。暗号解析を得意とする数学者。スキルは不明。

### FBI
マルコ・ラファロ
「賢者ダーゲンハイム殺人事件」の捜査官で、捜査チームのリーダー。感情に流され易いノエルたちを抑えることが多い。
サイモン
マルコの部下。アーミッシュを蔑視している。
ニック・チャン
マルコの部下。腕っぷしが強いが、ノエルには負けた。
その正体は、「魔王」の息子であり、「魔王」の思想を継いだ「継ぐ者たち」のリーダー「まことの英雄」であり、本物の「僧侶フラナガン」富良野巌であり、そして賢者（=レオナルド）を殺した人物である。レオナルドを殺す前からニックと入れ替わっており、当初からニックとして行動していた。
レッド・モーガン
殺害されたマルコの後任の捜査官。
「継ぐ者たち」の一員・ガーゴイルであり、ノエルや捜査本部の内情を把握するために派遣された。過去の捜査中に、愛娘のアマンダを殺害されたことで、「継ぐ者たち」の思想に傾倒するようになった。

### 警視庁等
藤村 茂（ふじむら しげる）
警視庁の刑事。一馬の殺害から事件の捜査に加わる。
青野（あおの）
藤村の部下。
江波戸（えばと）
溝呂木一馬の事件をはじめとする一連の事件の捜査本部長。
鈴原（すずはら）
公安の捜査官。あらゆる事件を解決しながらも、何らかの悪影響（犯人が死亡するなど）が生じていることから「公安の呪われたエース」と呼ばれる。

### 魔王を継ぐ者たち
「魔王」山本浩二の「優生思想」を継ぎ、優れた遺伝子を持つ者だけを生かし、他の人間を絶滅させることを目的としたテロリスト集団。
リザードマン
VR世界上でガーゴイルと会話していた人物。現実世界では、中東の米軍基地からドローンを使い、武器や資材を盗んだ。組織に邪魔な人物を殺害する「汚れ役」。
ガーゴイル
VR世界上でリザードマンと会話していた人物。詳しくはレッド・モーガンを参照。
フランク・バナー
布袋教授を狙い、都内の複合ビルに火を放ち、自らも火傷を負った。事件後、警察病院に入院。腕に「継ぐ者たち」のシンボルマークの入れ墨をしていたことから、メンバーであると発覚する。
古東（ことう）
日本の内閣官房長官。メンバーに指示を出す、「まことの英雄」の秘書役。ノエルに異常な愛着を持っており、自宅で全裸になり、自作のノエルの人形に話しかけるなどの性癖を持つ。単行本第3巻の描き下ろし漫画でも全裸だった。
まことの英雄
「継ぐ者たち」のリーダー。「まことの英雄」という言葉は、山本の遺書にあったもの。詳しくはニック・チャンを参照。

### その他の人物
山田 浩二（やまだ こうじ）
魔王事件の犯人「魔王」。自作のコンピュータウイルスをネット上でばら撒き、世界中を混乱に陥れた。事件後に逮捕されたが、獄中で自殺している。
現在の世界が様々な悪意や犯罪で溢れているのは、生物として劣った遺伝子を持つ人間がいるからであり、優れた遺伝子を持つ者のみが存在すれば平和になるという「優生思想」の持ち主。

## 劇中用語
超情報化社会
本作の時代では、人類がDNAのデバイス化に成功し、インターネット情報が外部デバイス（パソコンやスマートフォンなど）なしで知覚できるようになった。結果、電子情報で作った映像・音・においなどの拡張現実も、本物と遜色なく感じられるようになった。劇中では、サイモンらが捜査令状や身分証明を、AR視覚（オーグサイト）で提示している。
アーミッシュ
ノエルの出身となる、実在の宗教集団。現代的な文明の機器を避け、牧歌的な生活を営んでいる。DNAをデバイス化していないため、AR情報を外部デバイスなしで知覚することができない。
VR世界
全世界で普及している、バーチャルリアリティを利用したソーシャル・ネットワーキング・サービス。当初、「一行」や「継ぐ者たち」が連絡を取り合うときは、これを利用していた。
魔王事件当時は日本ユーザーのみが利用できる試用期間中であったため、一行は日本人がほとんどであると推測された（レオナルドは不正アクセスをしたのだろうと言われた）。
魔王事件
レオナルドの死から2年5か月前に起こった、世界的なサイバーテロ事件。わずか一週間でインフラが麻痺し、銀行の預金情報が奪われるなど、大混乱に陥ったが、ある日突然終息、元の状態に戻った。表向きは、原因も主犯も解決方法も公開されていない。
実際には、主犯である「魔王」山本浩二がコンピューターウイルスを作成、実験台として複数の小規模なセキュリティ事件が起きていた。それを「勇者アレン」が知り、彼が「一行」を結成。サイバーテロの発生直後、「一行」が「魔王」の個人情報をつかみ、それを警察に通報した。「魔王」は日本の極秘収容施設に収監されたが、直後に自殺した。
デザイナーズウイルス
特定の遺伝子配列を持つ生物のみを攻撃する、人工的なウイルス。

## 書誌情報
- 奈々本篠介（原作）・三雲ネリ（作画） 『誰が賢者を殺したか?』 集英社〈ジャンプコミックス+〉、既刊2巻（2017年8月17日現在）
  1. 2016年11月9日発行（2016年11月4日発売）、ISBN 978-4-08-880840-6
  2. 2017年8月9日発行（2017年8月4日発売）、ISBN 978-4-08-881063-8
  3. 2017年9月9日発行（2017年9月4日発売）、ISBN 978-4-08-881158-1